# Habbo
Habbo Hotel (с англ. — «Отель „Хаббо“») — игра в Интернете. Она представляет собой изометрический отель с возможностью создавать комнаты, то есть небольшое онлайн-пространство игрока. В отеле «Хаббо» имеется также своя валюта — монеты Хаббо. Курс Хаббо-монеты составляет примерно 5,70 руб. за монету.
Habbo Hotel представляет собой игровое пространство для детей подросткового возраста: основные возможности во время игры заключаются в интерактивном общении и участии в различных конкурсах и соревнованиях. Средний возраст игроков соответствующий — 13-18 лет. Кроме того, организаторы проводят внутриигровые акции с участием звёзд шоу-бизнеса. В частности, группа Gorillaz проводила «отпуск» в стенах Habbo Hotel, и каждый игрок имел возможность пообщаться с известными музыкантами.
В силу большой посещаемости проекта детьми особое внимание уделено вопросам безопасности. К работе привлечены опытные модераторы, проводящие мониторинг диалогов в ночное время; также стоит мощный фильтр цензуры. Все слова содержащие «взрослый смысл» изменяли на слово «Bobba». Сейчас меняют на 5 звёздочек (*****)
За всю историю существования сети Habbo в 29 странах мира было создано порядка 116 миллионов Habbo-персонажей, а общее число уникальных посетителей по всему миру достигает 7 миллионов в месяц. Сама игра бесплатна, однако за ряд дополнительных опций придётся заплатить. Однако, несмотря на то, что коммерческими услугами пользуется меньше 10 % пользователей, проект является довольно прибыльным: доход в 2004 году составил 13,7 млн евро, в 2005 — 28,5 миллионов.
В настоящее время отель в России, Китае, Японии и Великобритании закрыт.
Всех пользователей русского сайта Habbo «переселили» на сайт Habbo.co.uk, а потом пользователей habbo.ru и habbo.co.uk переселили в habbo.com

## Валюты
В Хаббо есть два типа валюты. Кредиты (или монеты), которые используются для покупки мебели в каталоге и пиксели (свободно конвертируемая валюта, Вы получаете 10 каждые 15 минут), за них вы можете купить эффекты и «Приват мебель» (мебель вы получите бесплатно после выбора комнаты при регистрации). Кроме того, существует сезонная и тематическая валюта (например «Снежинки» на Рождество), выдаются игрокам в отеле бесплатно после завершения определенных квестов, которые могут быть использованы для покупки сезонной мебель в течение короткого времени.

### Монеты
Монета — платная игровая валюта. Она может быть куплена с помощью множества различных сервисов, таких как кредитная карта, телефонная связь, карта Ukash, SMS и paypal. На монеты можно купить различные предметы в игровом магазине. Купленную мебель можно обменивать на что-то другое у других пользователей.
Монеты можно также заработать, проходя опросы

### Пиксели
Пиксели были представлены в ноябре 2008 года. В отличие от монет пиксели нельзя купить. Их можно получить, когда пользователь выполняет различные действия (такие как вход в игру, дружелюбие, достижения, и т. д.). На них можно купить различные эффекты к персонажу или к комнате, обои, или же купить мебель.

## Habbo Hotel в мире
- Habbo Hotel Соединённые Штаты Америки
- Habbo Hotel Франция
- Habbo Hotel Дания
- Habbo Hotel Финляндия
- Habbo Hotel Япония(Закрыт)
- Habbo Hotel Великобритания(Закрыт)
- Habbo Hotel Португалия
- Habbo Hotel Канада(Закрыт)
- Habbo Hotel Китай(Закрыт)
- Habbo Hotel Германия
- Habbo Hotel Италия
- Habbo Hotel Швеция
- Habbo Hotel Бельгия(Закрыт)
- Habbo Hotel Бразилия
- Habbo Hotel Испания
- Habbo Hotel Мексика(Закрыт)
- Habbo Hotel Австралия(Закрыт)
- Habbo Hotel Нидерланды
- Habbo Hotel Сингапур(Закрыт)
- Habbo Hotel Норвегия(Закрыт)
- Habbo Hotel Швейцария(Закрыт)
- Habbo Hotel Россия(Закрыт)
- Habbo Hotel Малайзия(Закрыт)